# Mensenrechten, bevrijding en verzoening: Nelson Mandela herdenkingssites
Mensenrechten, bevrijding en verzoening: Nelson Mandela herdenkingssites is de naam waaronder de UNESCO commissie voor het Werelderfgoed een aantal sites in Zuid-Afrika gegroepeerd in 2024 tijdens de 46e sessie erkende als werelderfgoed. 
Dit cultuurerfgoed vertegenwoordigt de erfenis van de Zuid-Afrikaanse strijd voor mensenrechten, bevrijding en verzoening. Het bestaat uit veertien onderdelen verspreid over het land, die allemaal verband houden met de politieke geschiedenis van Zuid-Afrika in de 20e eeuw. De delen omvatten de Union Buildings in Pretoria, nu de officiële zetel van de regering; de sites in Sharpeville, ter herdenking van het bloedbad van 69 mensen die protesteerden tegen de onrechtvaardige pasjeswetten; en The Great Place in Mqhekezweni, een plek die symbool staat voor traditioneel leiderschap waar Nelson Mandela als jonge man woonde. Deze plaatsen weerspiegelen belangrijke gebeurtenissen die verband houden met de lange strijd tegen de apartheidsstaat; Mandela's invloed bij het bevorderen van begrip en vergeving; en geloofssystemen gebaseerd op filosofieën van non-racialisme, panafrikanisme en ubuntu, een concept dat impliceert dat menselijkheid niet alleen is ingebed in een individu.
De betrokken en beschermde veertien herdenkingssites zijn:
| #        | Naam en locatie                            | Coördinaten            | Grootte erfgoedsite | Grootte bufferzone |
| -------- | ------------------------------------------ | ---------------------- | ------------------- | ------------------ |
| 1676-001 | Union Buildings                            | 25° 44′ ZB, 28° 13′ OL | 17,25 ha            | 60,62 ha           |
| 1676-002 | Walter Sisulu Square                       | 26° 17′ ZB, 27° 53′ OL | 2,05 ha             | 4,9 ha             |
| 1676-003 | Sharpeville Massacre Site: police station  | 26° 41′ ZB, 27° 52′ OL | 0,76 ha             | 6,82 ha            |
| 1676-004 | Sharpeville Memorial garden                | 26° 41′ ZB, 27° 52′ OL | 0,17 ha             | 3,16 ha            |
| 1676-005 | Sharpeville Graves site A                  | 26° 40′ ZB, 27° 53′ OL | 0,0194 ha           | 34,6 ha            |
| 1676-006 | Sharpeville Graves site B                  | 26° 40′ ZB, 27° 53′ OL | 0,0022 ha           | 34,79 ha           |
| 1676-007 | Liliesleaf                                 | 26° 3′ ZB, 28° 3′ OL   | 0,48 ha             | 1,1 ha             |
| 1676-008 | 16 June 1976 – The Streets of Orlando West | 26° 14′ ZB, 27° 54′ OL | 3,19 ha             | —                  |
| 1676-009 | Constitution Hill                          | 26° 11′ ZB, 28° 3′ OL  | 5,34 ha             | 5,1 ha             |
| 1676-010 | Ohlange                                    | 29° 42′ ZB, 30° 57′ OL | 0,6 ha              | 13,57 ha           |
| 1676-011 | University of Fort Hare                    | 32° 47′ ZB, 26° 51′ OL | 4,94 ha             | 85,62 ha           |
| 1676-012 | University of Fort Hare: ZK Matthews House | 32° 47′ ZB, 26° 50′ OL | 0,1 ha              | 0,74 ha            |
| 1676-013 | Waaihoek Wesleyan Church                   | 29° 7′ ZB, 26° 13′ OL  | 0,27 ha             | 1,61 ha            |
| 1676-014 | The Great Place at Mqhekezweni             | 31° 44′ ZB, 28° 28′ OL | 6,87 ha             | 47,49 ha           |

Gebieden met hominide-fossielen van Zuid-Afrika ·
iSimangoliso moeraslandpark ·
Robbeneiland · 
uKhahlamba / Drakensbergen park ·
Cultuurlandschap Mapungubwe ·
Beschermde gebieden van de Floraregio van de Kaap ·
Vredefortkrater ·
Cultureel en botanisch landschap van Richtersveld ·
Cultuurlandschap van de Khomani · 
Mensenrechten, bevrijding en verzoening: Nelson Mandela herdenkingssites · 
De opkomst van modern menselijk gedrag: de pleistocene bezettingsplaatsen van Zuid-Afrika